# GPBP1
La vasculina es una proteína que en humanos está codificada por el gen GPBP1. Este gen originalmente se aisló mediante hibridación sustractiva de ADNc expresados en placas ateroscleróticas con un trombo, que esta proteína juega un papel en el desarrollo de la aterosclerosis. Se encontró que solo se expresaba  en células de músculo liso vascular. Sin embargo, se encontró que una variante de empalme más corta se expresaba de manera más ubicua. Los estudios en ratones sugieren que también puede funcionar como un factor de transcripción que activa un promotor rico en GC. Se han descrito para este gen varias variantes de transcripción empalmadas alternativas que codifican diferentes isoformas.